# UCI Oceania Tour 2011-2012
El UCI Oceania Tour 2011-2012 fue la octava edición del UCI Oceania Tour. Se llevó a cabo de octubre de 2011 a septiembre de 2012 donde se disputaron 4 competiciones por etapas en dos modalidades, pruebas por etapas y pruebas de un día, otorgando puntos a los primeros clasificados de las etapas y a la clasificación final; añadiéndose al calendario respecto a la temporada anterior el Jayco Herald Sun Tour que volvió a disputarse y modificándose el nombre del Tour del Wellington por el de New Zealand Cycle Classic. Además, a pesar de no estar en el calendario, también puntuaron los campeonatos nacionales con un baremo dependiendo el nivel ciclista de cada país.
El ganador a nivel individual fue el neozelandés Paul Odlin, por equipos triunfó el Jayco-AUS de Australia por tercera vez consecutiva, mientras que por países y países sub-23 fue Australia quién obtuvo más puntos.

## Equipos
Los equipos que pueden participar en las diferentes carreras dependen de la categoría de las mismas. 
| Categoría                     | Categoría                                                                              | Equipos |
| ----------------------------- | -------------------------------------------------------------------------------------- | ------- |
| .1                            |                                                                                        |         |
| 2.1 (Carreras de varios días) | Profesionales Continentales Continentales Selecciones nacionales                       |         |
| .2                            |                                                                                        |         |
| 2.2 (Carreras de varios días) | Profesionales Continentales Continentales Selecciones nacionales y regionales Amateurs |         |

Para favorecer la invitación a los equipos más humildes, la Unión Ciclista Internacional publicó un "ranking ficticio" de los equipos Continentales, sobre la base de los puntos obtenidos por sus ciclistas en la temporada anterior. Los organizadores de las carreras deben obligatoriamente invitar a los 3 primeros de ese ranking y de esta forma pueden acceder a un mayor número de carreras. En este circuito los invitados automáticamente a todas las carreras fueron el Team Jayco-AIS, Drapac Cycling y Genesys Wealth Advisers, aunque a diferencia del UCI WorldTour los equipos pueden rechazar dicha invitación.

## Calendario
Contó con las siguientes pruebas, tanto por etapas como de un día.

### Octubre 2011
| Fecha    | Carrera               | Cat. | Ganador     | Equipo del ganador      |
| -------- | --------------------- | ---- | ----------- | ----------------------- |
| 12 al 16 | Jayco Herald Sun Tour | 2.1  | Nathan Haas | Genesys Wealth Advisers |

### Enero 2012
| Fecha    | Carrera                   | Cat. | Ganador      | Equipo del ganador |
| -------- | ------------------------- | ---- | ------------ | ------------------ |
| 25 al 29 | New Zealand Cycle Classic | 2.2  | Jay McCarthy | Jayco-AIS          |

### Marzo 2012
| Fecha | Carrera                                 | Cat. | Ganador       | Equipo del ganador |
| ----- | --------------------------------------- | ---- | ------------- | ------------------ |
| 16    | Campeonato Oceánico Contrarreloj sub-23 | CC   | Damien Howson | Jayco-AIS          |
| 16    | Campeonato Oceánico Contrarreloj        | CC   | Sam Organ     | Subway             |
| 18    | Campeonato Oceánico en Ruta             | CC   | Paul Odlin    | Subway             |

## Clasificaciones
Debido a las pocas pruebas resultó decisivo en la clasificación el Campeonato Continental en Ruta que ganó Paul Odlin (100 puntos) por delante de Nick Aitken (70 puntos).

### Individual
| Posición | Ciclista                    | Puntos |
| -------- | --------------------------- | ------ |
| 1        | Paul Odlin                  | 122    |
| 2        | Nick Aitken                 | 78     |
| 3        | Jay McCarthy                | 57     |
| 4        | Rhys Pollock                | 56     |
| 5        | Michael Vink                | 55     |
| 6        | Mark O'Brien                | 50     |
| 7        | Reinardt Janse van Rensburg | 46     |
| 8        | Samuel Horgan               | 45     |
| 9        | Darren Lapthorne            | 43     |
| 10       | Steele Von Hoff             | 33     |

### Equipos
| Posición | Equipo                  | Puntos |
| -------- | ----------------------- | ------ |
| 1        | Jayco-AIS               | 188    |
| 2        | Subway                  | 172    |
| 3        | Drapac                  | 140    |
| 4        | Budget Forklifts        | 92     |
| 5        | Genesys Wealth Advisers | 56     |
| 6        | MTN Qhubeka             | 46     |
| 7        | Bissel                  | 40     |
| 8        | Argos-Shimano           | 40     |
| 9        | Chipotle-First Solar    | 33     |
| 10       | Champion System         | 22     |

### Países
| Posición | País          | Puntos  |
| -------- | ------------- | ------- |
| 1        | Australia     | 1083,62 |
| 2        | Nueva Zelanda | 594     |

### Países sub-23
| Posición | País          | Puntos |
| -------- | ------------- | ------ |
| 1        | Australia     | 685,24 |
| 2        | Nueva Zelanda | 203    |